# Utopia (Within Temptation)
Utopia is de eerste single van Within Temptation's zesde studioalbum An Acoustic Night at the Theatre. Het lied is samen met Chris Jones, een Britse zanger, gezongen. Jones heeft ook al een keer een bijdrage geleverd aan een album van Armin van Buuren, genaamd Imagine, in het nummer Going Wrong. De zangeres van Within Temptation, Sharon den Adel, zong op dat album het nummer In and Out of Love.

## Tracklist
- 2-track single

1. "Utopia"
2. "Restless" (Live in Beursgebouw Eindhoven 23-11-2007)

- 3-track download

1. "Utopia"
2. "Restless" (Live in Beursgebouw Eindhoven 23-11-2007)
3. "Utopia" (demoversie, alleen op download)